# Nils Ludvig Rasmusson
Nils Ludvig Rasmusson, född 3 maj 1904 i Svedala församling, Malmöhus län, död 26 november 1973 i Sigtuna församling, Stockholms län, var en svensk numismatiker och museiman. 

## Biografi
Efter studentexamen 1922 blev Rasmusson filosofie kandidat 1929 och filosofie licentiat 1938. Han var amanuens vid Lunds universitets historiska museums mynt- och medaljkabinett 1927–30, vid Statens historiska museum 1931, e.o. andre antikvarie 1944, e.o. antikvarie 1945, förste antikvarie och avdelningsföreståndare vid Kungliga Myntkabinettet 1946 samt avdelningschef 1958–70. Han var sekreterare i Svenska numismatiska föreningen 1934–44, ordförande 1947–53 och 1962–73 (vice ordförande 1944–46 och 1953–61), ledamot av granskningsnämnden för nya myntförslag 1950–51, ordförande i Svenska arkeologiska samfundet 1957–59, i Svenska museimannaföreningens facksektion 1958–60 (sekreterare 1956–58), riksantikvariens suppleant i Statens heraldiska nämnd 1953–70. Han invaldes som ledamot av Samfundet för utgivande av handskrifter rörande Skandinaviens historia 1952, av Vetenskapssamhället i Uppsala 1957, av Vitterhets-, historie- och antikvitetsakademien 1960 och blev filosofie hedersdoktor vid Lunds universitet 1956.
Rasmusson författade Medaljer och jetoner slagna av Kungliga Vitterhetsakademien och Kungliga Vitterhets-, historie- och antikvitetsakademien 1753–1953 (1953, andra omarbetade uppl. 1992), Sveriges mynthistoria (tillsammans med Eli Heckscher, 1945, tredje omarbetade uppl. 1961), Svenska besittningsmynt (1959) samt ett stort antal avhandlingar, uppsatser och recensioner i bland annat numismatik, heraldik och sfragistik.

### Familj
Rasmusson gifte sig 1931 med Margit Rasmusson (f. Wahlberg, 1906–2000). De fick två söner, Ludvig (f. 1936) och Torkel Rasmusson (f. 1941).